# Ester Boserup
Ester Boserup, geboren Børgesen (Kopenhagen, 18 mei 1910 – Ascona, 24 september 1999) was een Deens econoom en demograaf die zich specialiseerde in economische en agrarische ontwikkeling. Ze werkte onder meer voor de Verenigde Naties en andere internationale organisaties.
Boserup is bekend door haar theorie van agrarische intensivering die ingaat tegen de malthusiaanse catastrofe. De theorie van Boserup stelt dat bevolkingsdruk innovatie in de hand werkt in de landbouw waarmee de voedselproductie verhoogd wordt om de bevolkingsgroei te faciliteren. Daarmee ging zij in tegen Thomas Malthus die juist stelde dat de bevolkingsgroei uiteindelijk beperkt wordt door de grenzen van de landbouwproductie.

## Biografie
Ester Børgesen was de enige dochter van een ingenieur die de zoon was van een textielondernemer die overleed aan diabetes mellitus toen zij twee jaar oud was. Kort daarna maakte een crisis in de textielindustrie dat de familie hun kapitaal verloor, zodat Børgesen in armoede opgroeide. Haar moeder moedigde haar aan te studeren en in 1929 toen zij negentien was begon zij aan de Universiteit van Kopenhagen. Toen zij eenentwintig was, trouwde zij Mogens Boserup. Tijdens haar studie was zij enige tijd aangesloten bij de Deense Clarté-beweging tot deze over werd genomen door de Danmarks Kommunistiske Parti.
In 1935 studeerde zij af als cand.polit. in theoretische economie met daarnaast sociologie en landbouwbeleid. De crisis van de jaren 30 was van grote invloed op haar keuze voor meerdere vakgebieden:
From the very beginning of my university study of economics, the structural problems of human societies had imposed themselves on me by the contemporary world conditions: I began at the University of Copenhagen in the autumn of 1929, when the New York stock exchange crashed, and when I left, we were still in the middle of the Great Depression of the thirties. Against this background, the prevailing theories of equilibrium and marginal utility seemed irrelevant and - like many of my fellow students - I looked for alternatives.
Voor haar afstuderen richtte zij zich op de Amerikaanse institutionele economie en de crisistheorie van Karl Marx. In 1936 kwam The General Theory of Employment, Interest and Money van John Maynard Keynes uit en vergeleek Boserup de geneigdheid om te consumeren van Keynes met de marxistische onderconsumptietheorie.
Na haar afstuderen begon zij voor de Deense overheid te werken op de afdeling die in 1932 was opgezet toen de Deense exportprijzen instortten en de import aan banden werd gelegd. Zij richtte haar aandacht op de verschillen tussen grote en kleine landen bij vrijhandel en protectionisme en staatsinterventie. Zo bekritiseerde zij de steun die de Deense overheid gaf aan de productie van boter en varkensvlees, waarvan zij vreesde dat dit op de langere termijn eerder het effect van een slaappil zou hebben dan van een versterkend medicijn. In deze periode kreeg zij drie kinderen, dochter Birte in 1937 en zonen Anders in 1940 en Ivan in 1944.
In 1947 begon zij te werken voor de Europese economische commissie van de Verenigde Naties (ECE) en verhuisde met haar man naar Genève. Ook hier lag haar nadruk op handel en landbouw en schreef zij onder meer over het verwoestende effect van voedselhulp op de landbouw in Afrika. Zij onderzocht ook of er een verband was tussen de lage economische groei van Frankrijk en de geringe bevolkingsgroei.
In 1957 begonnen zij en Mogens te werken met Gunnar Myrdal, ook van de ECE. Samen onderzochten zij voor het Twentieth Century Fund de economische ontwikkeling van India. Tijdens haar reizen door India kwam zij tot de conclusie dat de westerse ideeën over landbouwproductie, meerarbeid, bevolkingsdichtheid en migratie niet of nauwelijks opgingen voor India. Boserup werd steeds sceptischer over de bestaande ontwikkelingstheorieën, wat niet overeenkwam met de ideeën van Myrdal. Als malthusiaan ging Myrdal ervan uit dat de bevolkingsgroei in Azië de economische groei zou afremmen. Na de voltooiing in 1960 van het overeengekomen onderzoek ging Boserup dan ook geen verder onderzoek meer met hem aan en keerde zij met haar man terug naar Denemarken. Myrdal publiceerde het onderzoek in 1968 als Asian Drama. An Inquiry into the Poverty of Nations.
In Denemarken werkte zij als consultant voor de regionale overheid en de Voedsel- en Landbouworganisatie (FAO) in Rome. Aan de hand van gegevens van de FAO kwam zij tot de conclusie dat de verschillende methodes van vruchtwisseling en het langdurig braak laten liggen geen aanpassing waren aan omgeving of cultuur, maar afhankelijk waren van de bevolkingsdichtheid.
Boserup ontving een eredoctoraat van de Universiteit van Kopenhagen, de Landbouwuniversiteit Wageningen en de Brown-universiteit. In 1989 werd zij lid van de National Academy of Sciences.

## The Conditions of Agricultural Growth

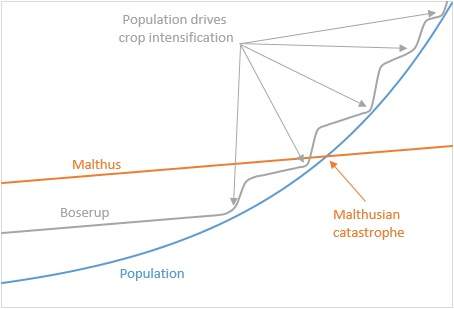
Bevolkingsgroei en voedselproductie volgens Boserup en volgens Malthus

In 1965 publiceerde Boserup The Conditions of Agricultural Growth. The Economics of Agrarian Change Under Population Pressure. Hierin ging zij in tegen het idee van Malthus en zijn aanhangers dat voedselproductie inelastisch is en daarmee een beperkende factor voor de bevolkingsgroei. Volgens die visie is bevolkingsgroei een afhankelijke variabele die bepaald wordt door de landbouwproductiviteit. Die is dan afhankelijk van toevallige factor van technische uitvindingen en imitatie die de productiviteit beïnvloeden worden dan gezien als bijkomende variabele.
Boserup draaide dit om en deed haar onderzoek vanuit de aanname dat de bevolkingsgroei een onafhankelijke variabele is die een belangrijke factor is in de ontwikkeling van de landbouw. Zolang er geen noodzaak is, zijn er weinig aansporingen om de voedselproductie te verhogen. Zelfs als uitvindingen bekend zijn, worden deze niet noodzakelijk gebruikt zolang de bestaande methodes afdoende zijn. Pas zodra er tekorten dreigen te ontstaan, is de extra inspanning te rechtvaardigen die veelal gepaard gaat met agrarische intensivering en de bijbehorende nieuwe manieren van werken.
Er is de nodige kritiek op dit werk van Boserup. John Caldwell stelde dat haar theorie waardevol was, omdat deze de complexiteit weergaf van de invloed van bevolkingsgroei. Haar theoretische model van landbouwontwikkeling was echter nauwelijks onderbouwd. Daarnaast wilde Boserup aantonen dat Malthus en Myrdal er op elk vlak naast zaten, mede doordat zij sterk gekant was tegen vormen van bevolkingsbeheersing, wat haar argumenten regelmatig gekunsteld maakte. Zo zag zij het sterftecijfer niet als bepalend voor de bevolkingsgroei, terwijl dit centraal stond bij Malthus. De voorbeelden die Boserup gaf waar het sterftecijfer geen invloed heeft op bevolkingsgroei lijken selectief en niet universeel. Daarnaast stelde Boserup dat omdat intensivering een hogere werkdruk zou betekenen, dit alleen plaatsvond onder bevolkingsdruk, zelfs als innovaties al geruime tijd beschikbaar waren. Daarmee zou een teruggang waarschijnlijker zijn dan een intensivering. Problematisch was echter dat die teruggang in de praktijk nauwelijks plaatsvindt, waarbij het pal-effect mogelijk een rol speelt. William Darity stelde dat enerzijds de gegevens van Boserup over werkdruk voor voedselvergaring niet deugden en anderzijds dat de werkdruk mogelijk aanvankelijk hoger lag, maar naarmate de ervaring groeide, er steeds efficiëntere methodes gevonden werden.
Volgens Caldwell had Malthus te weinig oog voor innovatie in de landbouw en legde Boserup te veel nadruk op dreigende bestaanscrises als moment om innovaties te gaan gebruiken.
Hoewel Boserup inging tegen Malthus zijn de theorieën met elkaar te verenigen. Ronald Demos Lee deed dit in 1984 en James W. Wood in 1998. Lee zag het als mogelijk dat de theorie van Boserup slechts geldig was binnen een bepaalde bandbreedte, waarbij de malthusiaanse effecten maken dat de bevolkingsgroei binnen die bandbreedte blijft.

## Woman's Role in Economic Development
Nadat Boserup The Conditions of Agricultural Growth had geschreven, verbleef zij een jaar in Senegal waar haar man leiding gaf aan het African Institute for Economic Development and Planning (IDEP) van de Verenigde Naties. Tijdens haar reizen door Afrika observeerde zij dat er sprake was van een vooral mannelijke migratie naar de steden, waarbij de mannen geld naar huis stuurden en de vrouwen achterbleven om voedsel te verbouwen. Haar daaropvolgende onderzoek resulteerde in 1970 in Woman's Role in Economic Development, waarmee zij bijdroeg aan de discussie over gender en ontwikkeling. Hierin ging zij onder meer in tegen de stelling van Margaret Mead dat de man het voedsel vergaart, terwijl de vrouw het bereidt.
In het eerste deel van het boek onderzocht Boserup de rol van de vrouw in verschillende landbouwsamenlevingen. Daar waar de vrouw op het land werkt, is sprake van een bruidsprijs, terwijl er een bruidsschat is als de vrouw niet meewerkt. Daar waar vrouwen op het land werken en gebruiksrechten van land uitgebreid kunnen worden, blijft polygamie bestaan. Dit mechanisme blijkt bepalender te zijn dan welke religie aangehangen wordt.
Dit werk bracht haar een rol in de Commissie voor de status van de vrouw (CSW) van de Verenigde Naties. Daarmee werd ze een drijvende kracht achter het Internationaal Jaar van de Vrouw en het Decennium van de Vrouw van de Verenigde Naties.